# Robert Mateusiak

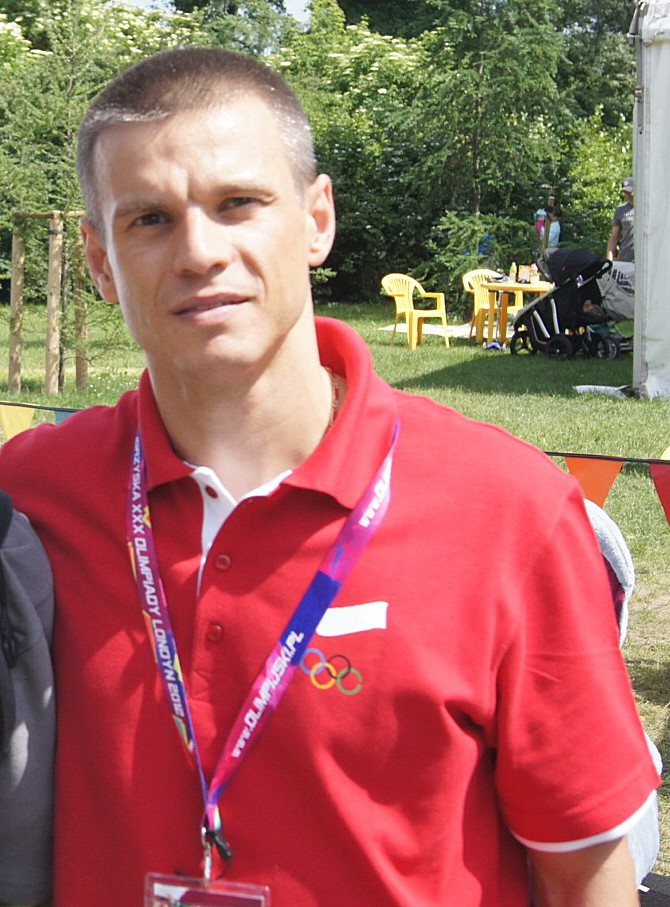
Robert Mateusiak

Robert Bogumił Mateusiak (* 13. Januar 1976 in Wołomin) ist ein polnischer Badmintonspieler.
Er gehörte zur polnischen Auswahl für die Olympischen Sommerspiele 2000, 2004, 2008, 2012 und 2016.

## Sportliche Karriere
Mateusiak gewann 1992 seinen ersten Titel bei den polnischen Juniorenmeisterschaften zusammen mit Sylwia Rutkiewicz im Mixed. 1996 gewann er mit ihr auch die erste Goldmedaille bei den Erwachsenen. Vorher war noch einmal 1994 bei den Juniorenmeisterschaften gemeinsam mit Dariusz Karczmarczyk im Herrendoppel erfolgreich. 1995 siegte er sowohl im Einzel als auch im Mixed, diesmal mit
Anna Michalik an seiner Seite.
Zum Serienmeister bei den Erwachsenen avancierte er ab 1999. Von 1999 an gewann er bis 2008 alle nationalen Titel im Mixed (1999 mit Monika Bienkowska, 2000–2005 mit Barbara Kulanty und 2006–2008 mit Nadieżda Kostiuczyk). Mit Michał Łogosz erkämpfte er sich von 1999 bis 2008 (bis auf 2006) auch alle Meistertitel im Herrendoppel. Mit ihm konnte er sich auch für die Olympischen Sommerspiele 2000, 2004 und 2008 qualifizieren. Bei den beiden ersten Starts war jeweils im Achtelfinale Endstation im Herrendoppel. 2008 war er zusätzlich im Mixed mit Nadieżda Kostiuczyk am Start. In beiden Disziplinen reichte es bei diesen Spielen sogar für das Viertelfinale, womit er einer der erfolgreichsten europäischen Starter im Badminton bei Olympia 2008 war. 2012 erreichte er mit Kostiuczyk-Zieba im Mixed erneut das Viertelfinale, unterlag aber knapp mit 21:19, 16:21, 21:23 den späteren Silbermedaillengewinnern Chen Xu/Jin Ma aus China.
Mateusiak spielte von 1997 bis 2008 für den deutschen Verein Blau-Weiss Wittorf Neumünster hauptsächlich in der 2. Bundesliga.
Zur Saison 2008/2009 wechselte er nach Dänemark zum Greve Strands Badmintonklub.

## Erfolge
- Polnische Meisterschaften
  - 1999–2005, 2007, 2008, 2009, 2010, 2012: 1. Platz im Herrendoppel
  - 1996, 1999–2010, 2014: 1. Platz im Mixed

- Europameisterschaft:
  - 2000: 3. Platz im Herrendoppel
  - 2002: 3. Platz im Herrendoppel
  - 2004: 3. Platz im Herrendoppel
  - 2006: 3. Platz im Herrendoppel und Mixed
  - 2008: 2. Platz im Mixed
  - 2010: 2. Platz im Mixed
  - 2012: 1. Platz im Mixed